# Чипширинская-1
Чипширинская-1 — пещера, расположенная в Бзыбском массиве в Абхазии, в Гудаутском районе частично признанной Республики Абхазия, согласно административному делению Грузии — в Гудаутском муниципалитете Абхазской Автономной Республики. Была обнаружена и исследована томской спелеологической экспедицией под руководством В. Д. Чуйкова в 1973 году. Протяжённость ходов пещеры составляет 180 метров (проективная длина — 75 метров), глубина — 117 метров, объём — 1600 кубических метров (площадь — 140 м²).
По сложности прохождения пещера относится к категории 2А. Она является полостью шахтного типа, заложенной в верхнеюрских известняках. Пещера начинается серией колодцев глубиной, соответственно, 10, 31 и 7 метров. После идёт ряд уступов длиной от одного до трёх метров, которые приводят к 18-метровому колодцу. Следующий и последний колодец глубиной 29 метров заканчивается узкой щелью.